# Рыбушкино (Рузский городской округ)
Рыбушкино — деревня в Рузском районе Московской области, входящая в состав сельского поселения Старорузское. Население — 2 жителя на 2006 год. До 2006 года Рыбушкино входило в состав Комлевского сельского округа.
Деревня расположена в центральной части района, на правом берегу реки Рузы, напротив устья реки Озерна, примерно в 4 км к северо-западу от Рузы, высота центра деревни над уровнем моря 176 м. Ближайшие населённые пункты на противоположном берегу реки — Ракитино восточнее и Леньково — северо-восточнее.